# シェーン・オリオ
シェーン・オリオ（Shane Moody-Orio,1980年8月7日）は、ベリーズ出身のサッカー選手。ベリーズ代表である。ポジションはGK。

## 所属クラブ
- 1999-2000  Belmopan United
- 2000-2002  Kulture Yabra FC
- 2002-2003  サン・ペドロ・ドルフィンズ
- 2003-2004  Kulture Yabra FC
- 2004-2005  ボカFC
- 2005-2009  プンタレナスFC
- 2009-2010  ADラモネンセ
- 2010-  CDマラトン